# Intermetallics
Intermetallics is een internationaal, aan collegiale toetsing onderworpen wetenschappelijk tijdschrift op het gebied van de metallurgie.
Het is opgericht in 1993 en wordt uitgegeven door Elsevier.